# Arganzuela
Arganzuela è uno dei distretti in cui è suddivisa la città di Madrid, in Spagna. Viene identificato col numero 2.

## Geografia fisica
Il distretto si trova a sud del centro della città ed è delimitato a sud-ovest dal fiume Manzanarre.

### Suddivisione
Il distretto è suddiviso amministrativamente in 7 quartieri (Barrios):
- Atocha
- Imperial
- La Chopera
- Las Acacias
- Las Delicias
- Legazpi
- Palos de Moguer